# Gjola
Gjola – rzeka w północnej Albanii, w zlewisku Morza Adriatyckiego. Powstaje z połączenia rzek Tiranë i Tërkuzë. Po połączeniu z rzeką Zezë tworzy Ishëm. 